# قورشاق لو
قورشاق‌ لو هي قرية في مقاطعة خوي، إيران. عدد سكان هذه القرية هو 89 في سنة 2006.